# ゲルマニウムダイオード
ゲルマニウムダイオードは半導体であるゲルマニウムを主原料として用いた半導体ダイオードである。整流、検波用2極真空管（ダイオード）の代替であり、トランジスタを用いた電子回路に用いるべく、トランジスタの登場と、ほぼ同時に登場した。当初は、トランジスタも半導体ダイオードもその主原料はゲルマニウムであったが、ゲルマニウムは希少金属であり高価であること、ゲルマニウムを用いた半導体電子部品は、高温に弱いことから、半田付けによる実装に手間がかかる、熱暴走し易い、電流容量の大きなものは作りにくいなどの理由から、どちらもほどなく、そのほとんどが主原料としてシリコンを用いたものとなった。
しかし、半導体ダイオードの原料にゲルマニウムを用いた場合、そのダイオードの順方向電流がおよそ0.1mAのとき、順方向降下電圧が0.2Vと低電圧領域での動作特性となることから、ラジオでアンテナからの電波を直接を扱うなどといった用途に適している。特に、初期の鉱石検波器の動作原理を研究して改良した点接触型のものは、これに加えて寄生容量が極めて小さいという特長により、近年までAM検波やミキサーなどの、寄生容量が問題となる高周波回路に多用されてきた。
近年、代替となるショットキーバリアダイオードが量産化、市場投入されるようになり、その活躍の場を譲った。ゲルマニウムそのものは、シリコンと組み合わせた最新の高速トランジスタなどとして用いられ続けているが、古典的なゲルマニウムダイオードについては、市場から無くなることも十分考えられる。しかし、ゲルマニウムダイオードは、透明なガラス管中に鉱石検波器の構造、すなわち半導体結晶に、細い金属針を接触させた構造が封じ込んであり、これを直接観察することができるものが多く、教材用、すなわち自由研究や個人の実験でゲルマラジオを製作する場合などでは、依然として重要な電子部品である。
また、エレキギターの歪系エフェクターではシリコンダイオードとは異なる順方向特性による歪音が好まれ、未だに多くの製品に使われている。

## 構造

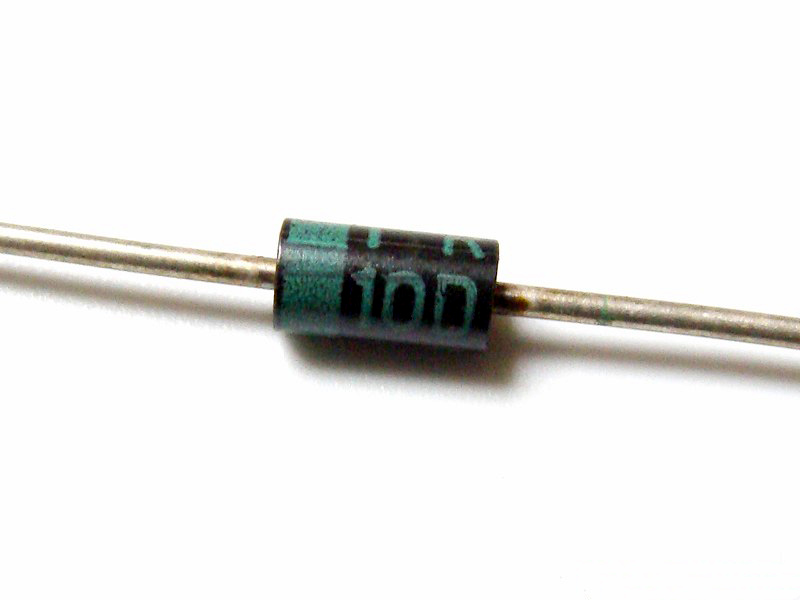
接合型ダイオード：IR 10D 9F

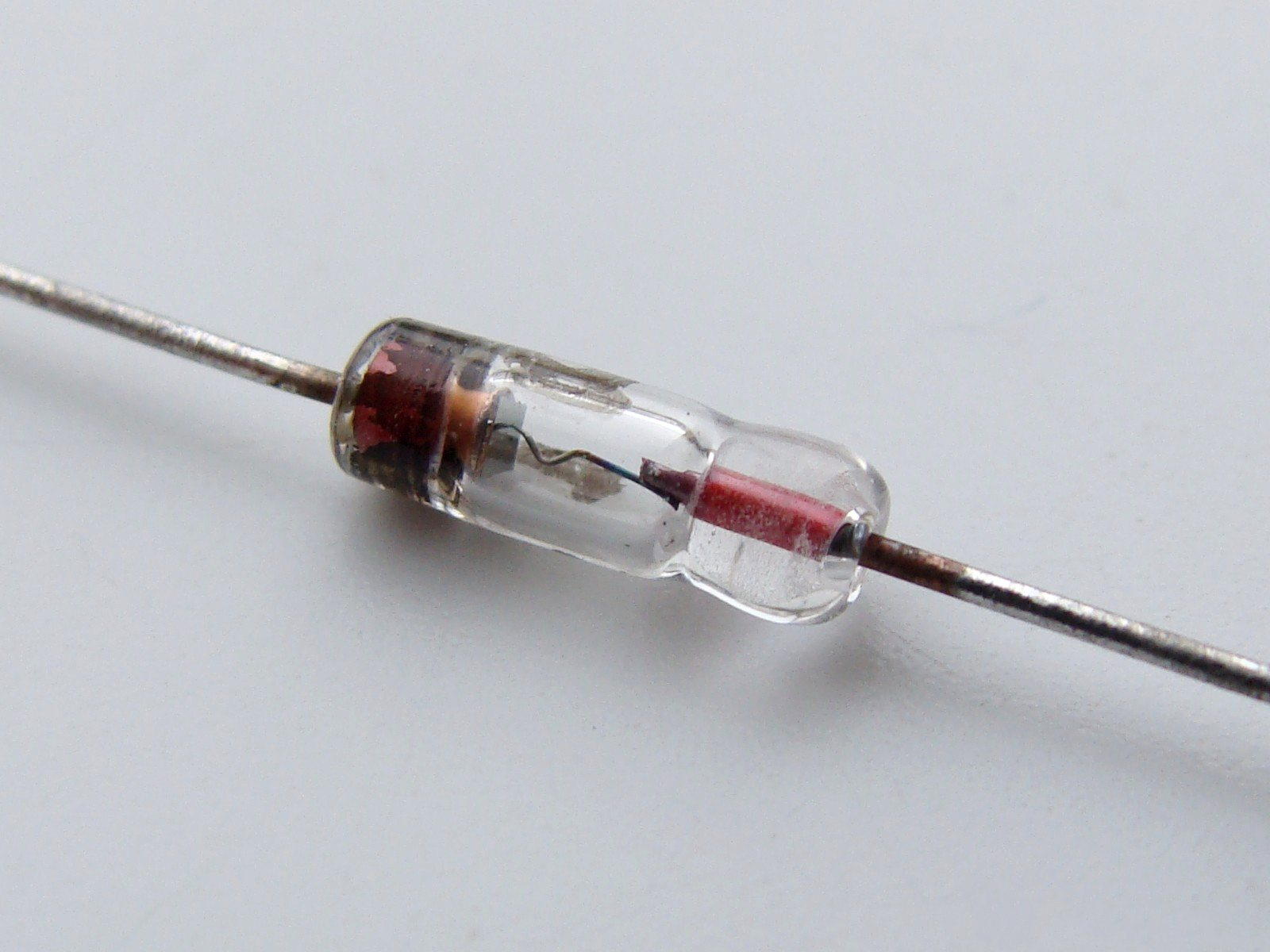
点接触型ゲルマニウムダイオード：1N60

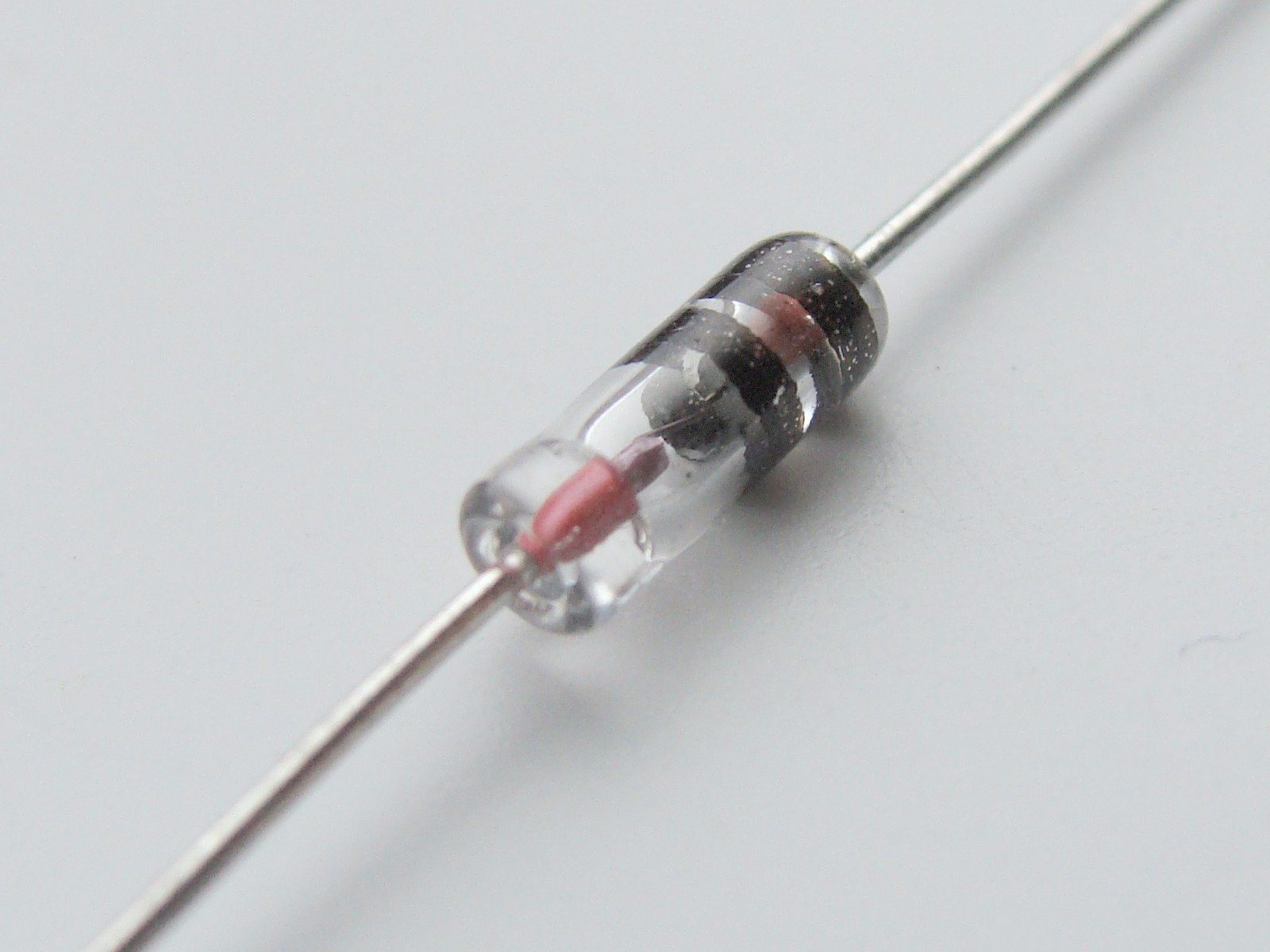
点接触型ゲルマニウムダイオード：1N60P

古典的な半導体ダイオードの構造は、大別すると以下のふたつである。
- 接合型 - P型半導体とN型半導体を接合させているもの。汎用品の多くはこの構造を有している。
- 点接触型 - N型半導体の表面にタングステンなどの細い金属針を接触させたもの。

ゲルマニウムダイオードは、その特長・用途から点接触型の構造が多く使われている。内部機構は、その温度が80°Cを超える程度から壊れてしまうものもあるので、半田付けをする場合には注意が必要である。

## 種類
広く用いられてきたものとして、1N60、SD46、SD60などがある。近年まで多くの種類があったが、需要が減り、そのほとんどが生産されなくなっている。現在秋葉原などの店頭で見かけるゲルマニウムダイオードは1N60やその相当品が大半を占めている。